# 781 Kartvelia
781 Kartvelia је астероид. Приближан пречник астероида је 66,02 ,
а средња удаљеност астероида од Сунца износи 3,223 астрономских јединица (АЈ).
Инклинација (нагиб) орбите у односу на раван еклиптике је 19,172 степени, а орбитални период износи 2114,174 дана (5,788 година). Ексцентрицитет орбите астероида износи 0,112.
Апсолутна магнитуда астероида износи 9,40 а геометријски албедо 0,070.
Астероид је откривен 25. јануара 1914. године.